# The Face of Love
The Face of Love é o terceiro álbum de estúdio da banda Sanctus Real, lançado a 4 de Abril de 2006.
O álbum atingiu o nº 168 da Billboard 200, o nº 12 do Top Christian Albums e o nº 5 do Top Heatseekers.

## Faixas
Todas as faixs por Sanctus Real e Christopher Stevens, exceto onde anotado.
1. "I'm Not Alright" (McKelvey, Sanctus Real, Stevens) - 4:07
2. "Eloquent" - 3:22
3. "Fly" - 3:58
4. "The Face of Love" - 3:55
5. "Don't Give Up" - 4:14
6. "We're Trying" (Sanctus Real) - 3:00
7. "Thank You" - 3:34
8. "Magnetic" - 4:27
9. "Possibilities" - 3:30
10. "Where We Belong" - 3:34
11. "Benjamin" - 4:15

## Créditos
- Matt Hammit - Vocal
- Chris Rohman - Guitarra
- Mark Graalman - Bateria
- Steve Goodrum - Baixo